# Pedro Manuel Watanga
Pedro Watanga est un gardien international angolais de rink hockey. Il évolue, en 2015, au sein du AA Coimbra.

## Palmarès
En 2015, il participe au championnat du monde de rink hockey en France.